# 노아 에머리히
노아 에머릭(Noah Emmerich, 영어 발음: /ˈɛmərɪk/, 1965년 2월 27일 ~ )은 미국의 배우이다.

## 출연 작품

### 영화
- 뷰티풀 걸 (1996)
- 트루먼 쇼 (1998)
- 프리퀀시 (2000)
- 미라클 (2004)
- 리틀 칠드런 (2006)
- 트러스트 (2010)
- 슈퍼 에이트 (2011)
- 워리어 (2011) - 댄 테일러 역
- 제인 갓 어 건 (2015) - 빌 해먼드 역
- 와일드 웨딩 (2017, The Wilde Wedding)

### 텔레비전
- 아메리칸즈 (2013-18)